# Утида, Маая
Маая Утида (яп. 内田 真礼 Утида Маая, род. 27 декабря 1989 года, Токио, Япония) — японская сэйю, актриса, певица и радиоведущая. Лауреат восьмой «Seiyu Awards» как «Лучшая начинающая актриса». Как и её младший брат Юма Утида (яп. 内田 雄馬 Утида Ю:ма), Маая Утида (в качестве сэйю), представитель агентства развлечений I'm Enterprise Co., Ltd. Также она сотрудничает с медиакомпанией и лейблом Pony Canyon.

## Карьера

### Карьера сэйю
В детстве Маая была скромным, застенчивым и игривым ребёнком. В средних классах школы она участвовала в драмкружке. Перед поступлением в колледж, в последних классах школы она была чётко сориентирована на одно желание — стать сэйю. После окончания школы Маая Утида в 2008 году поступила в «Японский Институт Исполнителей Озвучивания» (яп. 日本ナレーション演技研究所), расположенном в специальном районе Сибуя, Токио. В 2009 году, в качестве учебной практики, у неё состоялся дебют в озвучивании двух незначительных женских ролей OVA Boku, Otari-man. Позже, в одном из интервью, вспоминая это как анекдот, она призналась, что тогда у микрофона она от волнения потеряла сознание. 1 апреля 2010 года она подписала контракт с агентством талантов I'm Enterprise. Первой видеоигрой, в озвучивании которой Маая принимала участие в роли Каоруко Сакурадзаки, была игра 2011 года Gal☆gun. В апреле 2012 года Маая Утида получила свою первую главную роль в анимационном телесериале Sankarea, названном в честь персонажа, который она озвучила, — Рэа Санка. В этом же году она дебютировала как актриса в постановке телевизионной драмы Unofficial Sentai Akibaranger, сыграв роль Хироё Хакасэ, по сюжету параллельно озвучив в том же сериале аниме персонажа Аой Итикава. 14 сентября 2013 года выходит полнометражная версия фильма, созданного по одноименному аниме сериалу 2012 года Chuunibyou Demo Koi ga Shitai!, где Маая Утида исполнила заметную главную роль, озвучив персонажа Рикка Таканаси.
1 марта 2014 года на церемонии «8-Seiyu Awards» Маая Утида получает награду в категории «Лучшая начинающая актриса». Своим примером для подражания Маая считает актрису Кикуко Иноуэ.

### Певческая карьера
23 апреля 2014 года выходит её первый сольный сингл — «Soushou Innocenceс» с двумя песнями, которые Маая исполнила в телевизионном аниме сериале «Загадка дьявола» (до этого выходили лишь песни, исполненные в составе совместных музыкальных проектов, таких, как песня «INNOCENT NOTE» из оригинального саундтрека к аниме Gatchaman Crowds, или в составе сэйю-групп, таких, как Black Raison d'être, исполнившей песни к сериалу Chuunibyou Demo Koi ga Shitai!). Выпуску и представлению сингла была посвящена серия выступлений (в Токио, Нагоя и Осака), названных «Maaya Party!» После выпуска ещё двух синглов, 2 декабря 2015 года выходит первый сольный альбом, названный яп. «PENKI» («краски»), занявший в музыкальном топ чарте Oricon шестое место. Ещё чуть позже, 27 декабря, состоялась праздничная музыкальная встреча с поклонниками  — «Maaya Happy Birthday Party!!», которую Маяя приурочила к своему 26-летию. 28 февраля 2016 года в «Nakano Sun Plaza Hall» прошёл с аншлагом её первый большой (около двух часов) сольный концерт «Hello, 1st contact!», позже подготовленный к выходу на видео, в ходе которого была представлена новая песня и исполнены, в том числе, песни с альбома «PENKI».

## Участие в проектах и роли

### Аниме

#### Телесериалы
2010
- Ookami-san — дети
- The World God Only Knows — Юри

2011
- Bunny Drop — воспитатель B
- Heaven's Memo Pad — женский персонал
- The Qwaser of Stigmata II — студентка A
- Wandering Son — Миякэ
- Manyū Hiken-chō — деревенская девушка A
- Yuru Yuri — Мари Фунами

2012
- Ad Lib Anime Kenkyuujo — Канагава
- Chuunibyou Demo Koi ga Shitai! — Рикка Таканаси
- Dog Days' — Лися Анро́бэ
- Gokujyo: Gokurakuin Joshikōryō Monogatari — Ай Нанасато
- K — Тихо Хюга
- Kimi to Boku 2 — старшеклассница
- Kokoro Connect — Тинацу Михаси
- Kono Naka ni Hitori, Imouto ga Iru! — Ю
- Kids on the Slope — девушка
- Mouretsu Pirates — Идзуми Юномото
- Sankarea — Рэа Санка
- Shirokuma Cafe — ребёнок выдры
- Suki-tte Ii na yo. — женщина, студентка
- Yuru Yuri ♪♪ — Мари Фунами

2013
- A Certain Magical Index/A Certain Scientific Railgun S — Френда Сэйвелун
- Ai Mai Mi — Мии, домохозяйка
- Bakumatsu Gijinden Roman — Окуни́ (снежинка)
- Dog & Scissors — Сакура Хонда
- Gatchaman Crowds — Хадзимэ Итиносэ
- GJ-bu — Мао Амацука
- Highschool DxD New — Ирина Сидо
- Mangirl! — Ан Абэ
- Maoyuu Maou Yuusha — девушка горничная, служащие
- Outbreak Company — Минори Коганума
- Pretty Rhythm: Rainbow Live — Вакана Моридзоно
- Super Seisyun Brothers — Юи Умэдзоно
- Vividred Operation — Рэй Куроки

2014
- Argevollen — Намиэ
- Ai Mai Mii: Mousou Catastrophie — Мии
- Blue Spring Ride — Футаба Ёсиока
- Chūnibyō Demo Koi ga Shitai! Ren — Рикка Таканаси
- Date A Live II — Кагуя Ямаи
- Gochuumon wa Usagi Desuka? — Сяро
- Girl Friend Beta — Нао Миёси
- Hunter × Hunter — Арука
- Life Counselling TV Animation Jinsei — Каори Сиракава
- Ore, Twintail ni Narimasu. — Туар
- Narihero www — Арис
- Noragami — Хиёри Ики
- Rail Wars! — Харука Коуми
- Robot Girls Z — Гэттян Дорагон (*Дракон-добытчик)
- Saki Zenkoku-hen — Тоёнэ Анэтай
- Z/X Ignition — Титосэ Аоба

2015
- Chaos Dragon: Sekiryuu Seneki — Лоу Чжэнь Хуа
- Charlotte — Юса Нисимори / Юса Куробанэ
- Dog Days" — Лися Анро́бэ
- Etotama — Дора-тан
- Gatchaman Crowds insight — Хадзимэ Итиносэ
- Gate: Jieitai Kanochi nite, Kaku Tatakaeri — Сино Курибояси
- Gochuumon wa Usagi Desuka?? — Сяро
- Fushigi na Somera-chan — ученица C, девушка, ребенок U, официант (*Эпизод 12)
- Heavy Object — Леди Вандербильд
- High School DxD BorN — Ирина Сидо
- Idolmaster: Cinderella Girls — Ранко Кандзаки
- Is It Wrong to Try to Pick Up Girls in a Dungeon? — Лилирука Адэ («Лили»)
- Noragami ARAGOTO — Хиёри Ики
- Ore Monogatari!! — клерк
- Shokugeki no Soma — Юки Ёсино
- Uwabaki Cook — сестричка Пирс
- World Break: Aria of Curse for a Holy Swordsman — Харука Момоти
- Yamada-kun to 7-nin no Majo — Мияби Ито
- Yuru Yuri San☆Hai! — Мари Фунами

2016
- Akutivu Reido Kidō Kyoshushitsu Daihachigakari — 2nd — Мивунная
- Koutetsujou no Kabaneri — Аямэ Ёмогава[11]
- Musaigen no Phantom World — Който Минасэ
- Ragnastrike Angels — Идзуки Каномия
- Saiki Kusuo no Psi-nan — Тисато Мэра
- Seisen Cerberus — Эрин
- Shimajiro Nowao! — Пунитан
- Shokugeki no Souma: Ni no Sara — Сино Курибаяси

2017
- Isekai wa Smartphone to Tomo ni. — Эльзе Силуэска
- Tsuredure Children — Сацуки Сасахара

2019
- Domestic Girlfriend — Руи Татибана
- Mix: Meisei Story — Отоми Татибана
- The Helpful Fox Senko-san — Сиро
- «Обещанная Страна Грёз» — Норман

2020
- My Next Life as a Villainess: All Routes Lead to Doom! — Катарина Клаэс
- «Акудама Драйв» — Чёрная Кошка, Брат

2023
- Undead Girl Murder Farce — Нора
- «Долой безделье!» — Юдзуки Мурасигэ

#### OVA
2010
- Boku, Otari-man — ведущая свадебной церемонии, молодая (женщина)

2012
- Holy Knight — Лилит Сугимото

2013
- Love, Chunibyo & Other Delusions — Рикка Таканаси
- OVA Kono Naka ni 1-ri, Imouto ga Iru! — Юу

2014
- Chain Chronicle 〜Short animation〜 — Пирика, Нинфа
- GJ-bu@ — Мао Амацука
- Nozo × Kimi — Митиру Сонода [к 1]
- Yamada-kun to 7-nin no Majo Mō hitotsu no Suzaku-sai onsen gasshukuda yo! ? Zen’in shūgō! — Мияби Ито [к 2]
- Yuru Yuri Nachuya Tschumi! — Мари Фунами
- «Бездомный бог» — Хиёри Ики [к 3]

2015
- Hantsu × Trash — Тисато Хагивара [к 4]
- High School D×D NEW — Ирина Шидо [к 5]
- High School D×D BorN — Ирина Шидо [к 6]
- Hyakka Samurai After — Уэсуги Кагэкацу[15]
- Nozo × Kimi — Митиру Сонода [к 7]

2016
- Shokugeki no Soma Takumi no Shitamachi Gassen — Юки Ёсино [к 8]

#### ONA
2014
- X Maiden — Дзюн Акамару[16]
- O Niku Daisuki! Zeushi-kun 2-Ki — Ми́ка Са́нито[17]

2015
- Jaku-San-Sei Million Arthur — Дива Артур, толпа
- Anime de Wakaru Shinryōnaika — Химэру Канкоси[18]
- Robot Girls Z plus — Гэттян Дорагон (Дракон-добытчик)[19]

2016
- O Niku Daisuki! Zeushi-kun 3-Ki — Ми́ка Са́нито[20]

### Игры
- Genshin Impact (2020) — Фишль
- Identity V (2021) — Норман

### Телепостановки
- Unofficial Sentai Akibaranger (2012) — Хироё Хакасэ, Аой Итикава (озвучивание)
- Unofficial Sentai Akibaranger: Season Two (2013) — Хироё Хакасэ, Аой Итикава (озвучивание)

## Дискография

### Синглы
| Синглы | Синглы       | Синглы                                          | Синглы              | Синглы          | Синглы     |
| №      | Дата выпуска | Наименование                                    | Вид издания         | Вид издания     | Топ Oricon |
| №      | Дата выпуска | Наименование                                    | Limited Edition     | Regular Edition | Топ Oricon |
| ------ | ------------ | ----------------------------------------------- | ------------------- | --------------- | ---------- |
| 1-й    | 2014/04/23   | Soushou Innocence (яп. 創傷イノセンス)          | PCCG-01396 [CD+DVD] | PCCG-70207 [CD] | 14#        |
| 2-й    | 2014/10/22   | Gimme! Revolution (яп. ギミー!レボリューション) | PCCG-01432 [CD+DVD] | PCCG-70230 [CD] | 12#        |
| 3-й    | 2015/04/01   | Karappo Capsule (яп. からっぽカプセル)          | PCCG-01469 [CD+DVD] | PCCG-70249 [CD] | 14#        |
| 4-й    | 2016/05/11   | англ. Resonant Heart                            | PCCG-01515 [CD+DVD] | PCCG-70314 [CD] | 13#        |

### Альбомы
| Альбомы | Альбомы     | Альбомы      | Альбомы                                                            | Альбомы         | Альбомы    |
| №       | Дата релиза | Наименование | Вид издания                                                        | Вид издания     | Топ Oricon |
| №       | Дата релиза | Наименование | Limited Edition                                                    | Regular Edition | Топ Oricon |
| ------- | ----------- | ------------ | ------------------------------------------------------------------ | --------------- | ---------- |
| 1-й     | 2015/12/02  | PENKI        | (A) PCCG-01492 [CD+BD+PHOTOBOOK] (B) PCCG-01493 [CD+DVD+PHOTOBOOK] | PCCG-01494 [CD] | 6#         |

### Видео
| Видео | Видео       | Видео                                                                | Видео       | Видео       |
| №     | Дата релиза | Наименование                                                         | Вид издания | Вид издания |
| №     | Дата релиза | Наименование                                                         | BD          | DVD         |
| ----- | ----------- | -------------------------------------------------------------------- | ----------- | ----------- |
| 1-й   | 2014/12/24  | Maaya, Okinawa ni Ittekimashita! яп. まあや、沖縄に行ってきましたっ! |             | SCBP-00008  |
| 2-й   | 2016/07/20  | англ. UCHIDA MAAYA 1st LIVE «Hello, 1st contact»                     | PCXP-50400  | PCBP-52418  |

## Сноски

### Комментарии
1. ↑  Приложение к 4 и 5 томам манги, DVD Limited Edition
2. ↑  OVA 1, поставлялся с оригинальным изданием манги[12] [Special Edition] w/ Anime DVD
3. ↑  OVA 1, OVA 2 приложение к специальным изданиям 10-11 томов манги, DVD Limited Edition
4. ↑  Приложение к восьмому тому манги Hantsu × Trash, DVD Limited Edition
5. ↑  Поставлялся с оригинальным изданием ранобэ[13] [Limited Edition] w/ Blu-ray
6. ↑  Поставлялся с оригинальным изданием ранобэ[14] [Limited Edition] w/ Blu-ray
7. ↑  Приложение к шестому тому манги Nozo × Kimi, DVD Limited Edition
8. ↑  Приложение к 18 тому манги Food Wars!: Shokugeki no Soma, DVD [Limited Edition]
9. ↑  ТВ аниме «Загадка дьявола» (открывающая тема). Песня вошла в альбом PENKI под седьмым номером, также в него вошла вторая песня этого сингла — «Takanari no Solfege» (яп. 高鳴りのソルフェージュ Таканари но соруфэ:дзи, «Гулкое сольфеджио») (под десятым номером).
10. ↑  ТВ аниме Ore, Twintail ni Narimasu. (открывающая тема). Песня вошла в альбом PENKI под вторым номером.
11. ↑  Веб-аниме Anime de Wakaru Shinryounaika (завершающая тема). Песня вошла в альбом PENKI под третьим номером.
12. ↑  ТВ аниме Seisen Cerberus ~Ryuukoku no Fatalite~ (открывающая тема).

## Внешние ссылки
- Официальный сайт Маая Утида (яп.)
- Официальная страница Маая Утида на I'm Enterprise (яп.)
- Личный блог Маая Утида «Always Maaya!» на Ameba (яп.)
- Маая Утида (яп.) в базе данных Allcinema